# Pauline Croze
Pauline Croze (Noisy-le-Sec, 4 maggio 1979) è una cantante e musicista francese.

## Biografia
Dopo essersi avvicinata alla musica suonando la chitarra all'età di 14 anni, nel 2003 Pauline Croze ha collaborato con Édith Fambuena, la quale le ha permesso di esibirsi al Transmusicales de Rennes. Nell'aprile 2004 le è stato conferito il premio SACEM dal Tremplin de la chanson des Hauts-de-Seine. Il suo album di debutto eponimo è stato pubblicato nel 2005 ed ha raggiunto la 35ª posizione della classifica francese, venendo inoltre promosso con un tour l'anno successivo. È stato selezionato per il Prix Constantin, mentre ai Victoires de la musique 2006 Croze è stata candidata in due categorie.
A novembre 2007 è uscito il secondo disco Un noise qui court, che ha segnato il miglior piazzamento della cantante in classifica, al 24º posto. Con i successivi lavori ha poi conseguito altri tre ingressi nella graduatoria francese dedicata agli album, tra il 2012 e il 2017.
Nel 2011 è stata nominata Cavaliere dell'Ordine delle arti e delle lettere.

## Discografia

### Album in studio
- 2005 – Pauline Croze
- 2007 – Un bruit qui court
- 2012 – Le Prix de l'Eden
- 2016 – Bossa Nova
- 2017 – Ne rien faire

### Singoli
- 2005 – Mise à nu
- 2005 – T'es beau
- 2005 – Larmes
- 2006 – Jeunesse affamée
- 2007 – Jour de foule
- 2008 – Baiser d'adieu
- 2017 – Ne rien faire